# Føre
Føre est une localité du comté de Nordland, en Norvège.

## Géographie
Administrativement, Føre fait partie de la kommune de Bø.